# Seo Taiji and Boys
Seo Taiji and Boys (coreano: 서태지와 아이들) foi um grupo musical sul-coreano em atividade entre 1992 a 1996. Constituído dos membros Seo Taiji, Yang Hyun-suk e Lee Juno, o trio experimentou em sua música muitos gêneros populares da música ocidental. Seo Taiji and Boys foram altamente bem sucedidos em seus anos de atividade e são creditados como os responsáveis pela mudança da indústria musical sul-coreana. Em abril de 1996, a revista Billboard relatou que seus primeiros três álbuns de estúdio haviam vendido mais de 1,6 milhão de cópias cada um e o quarto álbum aproximava-se dos dois milhões.

## História

### 1991–1992: Formação, estreia e "Nan Arayo"
Após a banda de heavy metal Sinawe acabar em 1991, Seo Taiji mudou de direção musical e formou o grupo Seo Taiji and Boys com os dançarinos e vocais de apoio Yang Hyun-suk e Lee Juno. Yang disse que conheceu Seo quando o músico veio até ele a fim de aprender a dançar a canção "Blown away". Yang então ofereceu-se para se juntar ao grupo e mais tarde recrutou Lee, que era um dos melhores dançarinos na Coreia do Sul. Este último, juntou-se ao grupo como um dançarino de apoio, apesar de ter sido reconhecido em seu próprio direito, porque segundo ele, a música "tocou [seu] coração". Seo se deparou com a tecnologia MIDI pela primeira vez na Coreia do Sul no início da década de 1990 e começou a experimentar diferentes sons com ela para criar um novo tipo de música não ouvida ainda pelo público. Inicialmente, não tinha planos de estrear em um grupo masculino de dance/pop, tornando o êxito comercial de Seo Taiji and Boys uma surpresa.
Em 11 de abril de 1992, o trio realizou sua estreia através do programa de talentos da MBC, com a canção "Nan Arayo" (난 알아요, "I Know") e conquistaram a classificação mais baixa do juri. Contudo, a canção juntamente com seu álbum de estreia homônimo, tornaram-se tão bem sucedidos que, de acordo com a MTV Iggy, "a música K-pop nunca mais seria a mesma". "Nan Arayo" com batidas inspiradas no gênero new jack swing, letra de rap otimista e refrão cativante, conquistou a audiência coreana. A canção alcançou a primeira colocação na parada musical do país, por dezessete semanas consecutivas, estabelecendo um recorde, somente quebrado pelo BIGBANG com "Lies" em 2008. Em 2012, ela foi nomeada em quarto lugar pela Spin, como uma das 21 "Maiores canções de K-pop de todos os tempos" e em 2015, a Rolling Stone, a elegeu como uma das "50 Maiores canções de boy bands de todos os tempos".

### 1993–1995: Experimentação de outros estilos musicais e controvérsias
O segundo álbum Seo Taiji and Boys II lançado em 1993, obteve um rumo diferente do anterior, embora tenha permanecido como um álbum dance, algumas canções como "Hayeoga" (何如歌, "Anyway") possuíam elementos de rock mais proeminentes. Ao promover o álbum, o grupo foi proibido de se apresentar em alguns programas de televisão, por causa de seu estilo que incluía o uso de brincos, jeans rasgados e dreadlocks. Esta foi a primeira das diversas controvérsias pela qual o grupo esteve envolvido. Seo Taiji and Boys II tornou-se o álbum que levou o grupo a conquistar dois milhões de vendas na história do país.
Em 13 de agosto de 1994, seu terceiro álbum de estúdio Seo Taiji and Boys III foi lançado, possuindo características de ser mais heavy metal e rock do que dançante, com exceção da faixa "Balhaereul Ggumggumyeo" (발해 를 꿈꾸며, "Dreaming of Balhae"). Contudo, canções como "Kyoshil Idaeyo" (교실 이데아, "Classroom Ideology") considerada controversa e possuindo  vocais guturais por Ahn Heung-chan da banda Crash, tornou-se o centro das atenções. "Kyoshil Idaeyo" foi uma critica ao sistema educacional coreano e a pressão colocada sobre a juventude para ter sucesso acadêmico. O grupo foi acusado de retratar mensagens satânicas em suas canções. E embora os meios de comunicação convencionais posteriormente provassem que essas acusações se baseavam em evidências extremamente tênues, o pânico moral mostrou-se difícil de se eliminar completamente.
Em 1995, seu quarto álbum de estúdio foi lançado contendo mais canções controversas. "Come Back Home" foi uma incursão ao gangster rap. "Pilseung" (필승, "Must Triumph") foi um grande sucesso trazendo rock alternativo e vocais gritados. "Sidae Yugam" (시대유감, "Shame of the Times")  foi banida pelo Comitê de Ética em Desempenho Público, por conter letras que criticavam o governo, o que a levou a ser incluída no álbum em sua versão instrumental. A reação dos fãs do grupo mostrou-se grande, e o sistema de "pré-censura"  (사전심의제)  foi abolido em junho de 1996, em parte como o resultado dessa situação. Um EP intitulado Sidae Yugam foi lançado um mês após o sistema ser abolido, incluindo a versão original da canção.

### 1996: Fim do grupo
Seo Taiji and Boys retiraram-se da cena musical sul-coreana oficialmente em janeiro de 1996, durante seu auge. Lee afirmou mais tarde, que Seo tomou a decisão de encerrar as atividades do grupo enquanto gravavam seu quarto álbum, para a surpresa de Yang e dele mesmo. O álbum de compilação Goodbye Best Album foi lançado naquele mesmo ano. Seo viajou para os Estados Unidos logo depois, enquanto Lee e Yang abriram gravadoras logo após o fim do grupo. Yang foi bem-sucedido e tornou a YG Entertainment, uma das três maiores empresas de entretenimento do país. Seo retornou a música dois anos mais tarde, conquistando uma carreira solo bem sucedida, tendo sido nomeado como o "presidente da cultura" na Coreia do Sul. Em 2007, os quatro álbuns de estúdio do grupo, foram incluídos no top 100 álbuns de K-pop do Kyunghyang Shinmun.

## Integrantes
| Seo Taiji and Boys | Seo Taiji and Boys | Seo Taiji and Boys | Seo Taiji and Boys | Seo Taiji and Boys                | Seo Taiji and Boys                                              |
| Nome Artístico     | Nome Artístico     | Nome de Nascimento | Nome de Nascimento | Data de Nascimento                | Posição no Grupo                                                |
| Romanizado         | Hangul             | Romanizado         | Hangul             | Data de Nascimento                | Posição no Grupo                                                |
| ------------------ | ------------------ | ------------------ | ------------------ | --------------------------------- | --------------------------------------------------------------- |
| Lee Juno           | 이주노             | Lee Sang-woo       | 이상우             | 10 de fevereiro de 1967 (58 anos) | Vocalista de Apoio e Dançarino.                                 |
| Yang Hyun-suk      | 양현석             | Yang Hyun-suk      | 양현석             | 2 de dezembro de 1969 (55 anos)   | Vocalista de Apoio e Dançarino.                                 |
| Seo Taiji          | 서태지             | Jeong Hyeon-cheol  | 정현철             | 21 de fevereiro de 1972 (53 anos) | Líder, Vocalista Principal, Baixista, Guitarrista e Tecladista. |

## Discografia
Álbuns de estúdio
- 1992: Seo Taiji and Boys
- 1993: Seo Taiji and Boys II
- 1994: Seo Taiji and Boys III
- 1995: Seo Taiji and Boys IV

Álbuns ao vivo
- 1992: Taiji Boys Live & Techno Mix
- 1994: '93 Last Festival
- 1995: '95 Farewall to Sky

Outros lançamentos
- 1996: Goodbye Best Album (compilação)
- 1996: Sidae Yugam (EP)